# Милорад Марковић
Милорад Миле Марковић (Београд, 3. мај 1922 — Београд, 27. септембар 2018) био је познати југословенски и српски сниматељ и директор фотографије.

## Биографија
Пре Другог светског рата био је цивилни,а у рату војни пилот, затим у италијанском и немачком заробљеништву, а после рата сниматељ.
Од 1946. године снимао је репортаже и документарне филмове, а од 1948. године дугометражне игране филмове.
Неколико филмова снимао је у сарадњи са старијим братом, техничарем и сниматељем, Слободаном (1919—1962).
Педесетих година за америчку ТВ мрежу НБЦ, Марковић је снимио низ емисија о Југославији, а био је и сарадник продуценту Бил Бернсу у току припрема за почетак рада телевизије Београд.
Као стручни саветник за електронску и филмску слику радио је у ТВБ од 1975. до 1980. године.
 Био је и професор на Факултету драмских уметности у Београду од 1978. године и својим студентима истицао да су за доброг сниматеља најважнија три услова: техничка спремност, смисао за сарадњу и уметнички сензибилитет.
Као сниматељ и директор фотографије снимио је неке од значајних наслова попут: Пукотина раја (1959), Заједнички стан (1960), Каролина Ријечка (1961), Марш на Дрину, Човек из храстове шуме (1964), Рој (1966), Бурдуш (1970) и многе друге. За ТВБ је снимио тв драме и серије попут: Чеп који не пропушта воду (1971), Роман са контрабасом (1972), Отписани (1973), Повратак лопова (1975), Проклетиња (1975) и друге.
Добитник је више награда и признања за свој рад.
Био је члан Удружења филмских уметника Србије и почасни члан Српске асоцијације сниматеља.

## Филмографија
| Год.     | Назив                        | Улога                |
| -------- | ---------------------------- | -------------------- |
| 1940.-те |                              |                      |
| 1948.    | Живот је наш                 | директор фотографије |
| 1950.-те |                              |                      |
| 1950.    | Црвени цвет                  | директор фотографије |
| 1958.    | Три корака у празно          | директор фотографије |
| 1958.    | Погон Б                      | директор фотографије |
| 1959.    | Пукотина раја                | директор фотографије |
| 1960.-те |                              |                      |
| 1960.    | Заједнички стан              | директор фотографије |
| 1961.    | Нема малих богова            | директор фотографије |
| 1961.    | Срећа у торби                | директор фотографије |
| 1961.    | Каролина Ријечка             | директор фотографије |
| 1962.    | Шеки снима, пази се          | директор фотографије |
| 1963.    | Човјек са фотографије        | директор фотографије |
| 1964.    | Човек из храстове шуме       | директор фотографије |
| 1964.    | Марш на Дрину                | директор фотографије |
| 1968.    | На место, грађанине Покорни! | директор фотографије |
| 1966.    | The Boy Cried Murder         | директор фотографије |
| 1966.    | Рој                          | директор фотографије |
| 1966.    | Војник                       | директор фотографије |
| 1966.    | Горке траве                  | директор фотографије |
| 1967.    | Добар ветар Плава птицо      | директор фотографије |
| 1967.    | Хасанагиница                 | директор фотографије |
| 1968.    | Последњи обрачун             | директор фотографије |
| 1969.    | Осека                        | директор фотографије |
| 1970.-те |                              |                      |
| 1970.    | Бурдуш                       | директор фотографије |
| 1970.    | Жарки                        | директор фотографије |
| 1971.    | Балада о свирепом            | директор фотографије |
| 1971.    | Чеп који не пропушта воду    | директор фотографије |
| 1972.    | Роман са контрабасом         | директор фотографије |
| 1972.    | Камионџије                   | директор фотографије |
| 1973.    | Паја и Јаре                  | директор фотографије |
| 1974.    | Отписани (ТВ серија)         | директор фотографије |
| 1974.    | Отписани (филм)              | директор фотографије |
| 1975.    | Проклетиња                   | директор фотографије |
| 1975.    | Повратак лопова              | директор фотографије |
| 1980.-те |                              |                      |
| 1983.    | Човек са четири ноге         | директор фотографије |